# Фудбалски савез Украјине
Фудбалски савез Украјине (укр. Українська асоціація футболу, УАФ) је највиша фудбалска организација Украјине, која руководи развојем фудбалског спорта, организовањем такмичења у земљи и води бригу о Фудбалској репрезентацији Украјине.
Фудбалски савез је основан 1991. године. Чланом Светске фудбалске федерације ФИФА и Европске фудбалске уније УЕФА постао је 1992. године, после распада СССРа 27. августа 1991. године.
Најстарији клубовии се Зарја из Луганска (1923), Динамо Кијев (1927) и Шахтјор Доњецк (1936).
Фудбалски савез организује
- Премијер лигу Украјине
- Куп Украјине

Прво национално првенство одиграно је 1992. Први првак је био клуб Таврија из Симферопоља. Најуспешнији клуб у првенству јеДинамо Кијев јоји је од 17 првенстава победио 12 пута. Национални куп се игра од 1992. године, а најуспешнији клубови су Динамо Кијев, Шахтјор Доњецк и Черноморец Одеса.
Прва званичну међународну утакмицу репрезентација Украјине одиграла је у Ужгороду Украјина 29. априла 1994, против репрезентације Мађарске коју је изгубила 1:3.
Своје утакмице репрезентација као домаћиин игра на стадиону Република у Кијев.
Боје дресова су жута и плава.